# Gilberto Milos
Gilberto Milos Júnior (* 30. Oktober 1963 in São Paulo) ist ein brasilianischer Schachspieler. 1988 wurde er Schachgroßmeister.

## Leben
Gilberto Milos entdeckte seine Liebe zum Schach dank seines Vaters, der ein großer Schachliebhaber war, im Alter von fünf Jahren. In den Jahren 1981–1983 wurde er nationaler Jugendmeister. 1984, 1985, 1986, 1989, 1994 und 1995 wurde er brasilianischer Meister. Den Titel Internationaler Meister (IM) bekam er 1984. Vier Jahre später, 1988, wurde er Großmeister (GM). Seine wichtigsten Schacherrungenschaften sind die ersten Plätze 1987, 1998, 2005 und 2007 bei den Südamerikanischen Schachmeisterschaften in Santiago de Chile und der erste Platz 1988 in Buenos Aires. In den Jahren 1998, 1999, 2000 und 2002 nahm er an den FIDE-Weltmeisterschaften teil, schied jedoch jeweils früh aus. Am Schach-Weltpokal nahm er 2005, 2007 und 2009 teil, sein größter Erfolg war der Einzug in die zweite Runde 2009.
Er hat zwei Bücher geschrieben Karpov vs Kamsky - Die FIDE Weltmeisterschaft 1996 und Schach und  Matt (zusammen mit Davy D’Israel) und hat bei der Entwicklung der Schachlernsoftware CHESSIMO mitgewirkt.
Milos' Elo-Zahl beträgt 2589 (Stand: Oktober 2014), er liegt damit auf dem dritten Platz der brasilianischen Rangliste. Seine höchste Elo-Zahl von 2644 erreichte er im Oktober 2000.

## Nationalmannschaft
Milos nahm mit der brasilianischen Nationalmannschaft zwischen 1982 und 2014 an zwölf Schacholympiaden teil, außerdem an der Mannschaftsweltmeisterschaft 2010 und an den panamerikanischen Mannschaftsmeisterschaften 1985, 1995, 2000, 2009 und 2013. 2009 gewann er mit der brasilianischen Mannschaft, 1995 und 2000 erreichte er das beste Einzelergebnis am ersten Brett.